# Lekkoatletyka na Letnich Igrzyskach Olimpijskich 2016 – skok o tyczce mężczyzn
Skok o tyczce mężczyzn – jedna z konkurencji lekkoatletycznych rozgrywanych podczas igrzysk olimpijskich w Rio de Janeiro.
Obrońcą tytułu mistrzowskiego z 2012 roku był Francuz Renaud Lavillenie, który w Londynie pobił rekord olimpijski uzyskując wynik 5,97 m.
W eliminacjach wystartowało 29 zawodników. W finale wystąpiło 12 lekkoatletów.

## Terminarz
Wszystkie godziny podane są w czasie brazylijskim (UTC-03:00) oraz polskim (CEST).
| Data             | Godzina rozpoczęcia | Godzina rozpoczęcia |            |
| Data             | UTC-03:00           | CEST                |            |
| ---------------- | ------------------- | ------------------- | ---------- |
| 14 sierpnia 2016 | 20:20               | 01:20               | Eliminacje |
| 16 sierpnia 2016 | 21:40               | 02:40               | Finał      |

## Rekordy
Tabela uwzględnia rekordy uzyskane przed rozpoczęciem zawodów.
|                   | Zawodnik          | Wynik  | Miejsce | Data             |
| ----------------- | ----------------- | ------ | ------- | ---------------- |
| Rekord świata     | Renaud Lavillenie | 6,16 m | Donieck | 15 lutego 2014   |
| Rekord olimpijski | Renaud Lavillenie | 5,97 m | Londyn  | 10 sierpnia 2012 |

## Wyniki
Zawodnicy rywalizowali w dwóch grupach: A i B. Bezpośredni awans do finału dawał wynik 5,70.

### Kwalifikacje - grupa A
| Poz. | Grupa | Zawodnik                  | Reprezentacja     | 5.30 | 5.45 | 5.60 | 5.70 | Rezultat | Kwalifikacja | Uwagi           |
| ---- | ----- | ------------------------- | ----------------- | ---- | ---- | ---- | ---- | -------- | ------------ | --------------- |
| 1    | A     | Sam Kendricks             | Stany Zjednoczone | o    | o    | o    | o    | 5.70     | Kwalifikacja |                 |
| 2    | A     | Renaud Lavillenie         | Francja           | -    | -    | -    | xo   | 5.70     | Kwalifikacja |                 |
| 2    | A     | Xue Changrui              | Chiny             | -    | o    | o    | xo   | 5.70     | Kwalifikacja |                 |
| 4    | A     | Piotr Lisek               | Polska            | -    | o    | xo   | xo   | 5.70     | Kwalifikacja |                 |
| 5    | A     | Germán Chiaraviglio       | Argentyna         | o    | o    | xxo  | xo   | 5.70     | Kwalifikacja | SB              |
| 5    | A     | Jan Kudlička              | Czechy            | o    | o    | xxo  | xo   | 5.70     | Kwalifikacja |                 |
| 7    | A     | Pauls Pujats              | Łotwa             | o    | o    | o    | xxx  | 5.60     | Kwalifikacja |                 |
| 7    | A     | Daichi Sawano             | Japonia           | -    | o    | o    | xxx  | 5.60     | Kwalifikacja |                 |
| 9    | A     | Robert Sobera             | Polska            | o    | x    | o    | xxx  | 5.60     |              |                 |
| 10   | A     | Kurtis Marschall          | Australia         | o    | o    | xxo  | xxx  | 5.60     |              |                 |
| 11   | A     | Hiroki Ogita              | Japonia           | xo   | o    | xxx  |      | 5.45     |              |                 |
| 12   | A     | Luke Cutts                | Wielka Brytania   | o    | xo   | xxx  |      | 5.45     |              |                 |
| 12   | A     | Augusto Dutra De Oliveira | Brazylia          | o    | xo   | xxx  |      | 5.45     |              |                 |
| 14   | A     | Tobias Scherbarth         | Niemcy            | xo   | xo   | xxx  |      | 5.45     |              |                 |
| 15   | A     | Raphael Marcel Holzdeppe  | Niemcy            | -    | xxo  | xxx  |      | 5.45     |              |                 |
| —    | A     | Melker Svärd-Jacobsson    | Szwecja           | —    | —    | —    | —    | —        |              | Nie wystartował |

### Kwalifikacje - grupa B
| Poz. | Grupa | Zawodnik               | Reprezentacja     | 5.30 | 5.45 | 5.60 | 5.70 | Rezultat | Kwalifikacja | Uwagi          |
| ---- | ----- | ---------------------- | ----------------- | ---- | ---- | ---- | ---- | -------- | ------------ | -------------- |
| 1    | B     | Konstandinos Filipidis | Grecja            | o    | o    | xo   | o    | 5.70     | Kwalifikacja |                |
| 2    | B     | Thiago Braz            | Brazylia          | -    | xx-  | o    | o    | 5.70     | Kwalifikacja |                |
| 3    | B     | Shawnacy Barber        | Kanada            | -    | xxo  | o    | xo   | 5.70     | Kwalifikacja |                |
| 4    | B     | Michal Balner          | Czechy            | o    | o    | o    | xxx  | 5.60     | Kwalifikacja |                |
| 5    | B     | Yao Jie                | Chiny             | -    | xo   | xo   | xxx  | 5.60     |              |                |
| 6    | B     | Mareks Ārents          | Łotwa             | o    | o    | xxx  |      | 5.45     |              |                |
| 6    | B     | Huang Bokai            | Chiny             | o    | o    | xxx  |      | 5.45     |              |                |
| 6    | B     | Stanley Joseph         | Francja           | o    | o    | xxx  |      | 5.45     |              |                |
| 6    | B     | Kévin Menaldo          | Francja           | o    | o    | xxx  |      | 5.45     |              |                |
| 6    | B     | Paweł Wojciechowski    | Polska            | o    | o    | xxx  |      | 5.45     |              |                |
| 11   | B     | Robert Renner          | Słowenia          | o    | xo   | xxx  |      | 5.30     |              |                |
| 12   | B     | Ivan Horvat            | Chorwacja         | o    | xxx  |      |      | 5.30     |              |                |
| 13   | B     | Logan Cunningham       | Stany Zjednoczone | xxo  | xxx  |      |      | 5.30     |              |                |
| 13   | B     | Karsten Dilla          | Niemcy            | xxo  | xxx  |      |      | 5.30     |              |                |
| 13   | B     | Cale Simmons           | Stany Zjednoczone | xxo  | xxx  |      |      | 5.30     |              |                |
| —    | B     | Seito Yamamoto         | Japonia           | xxx  |      |      |      | —        |              | Bez zaliczenia |

### Finał
| Poz. | Zawodnik               | Reprezentacja     | 5.50 | 5.65 | 5.75 | 5.85 | 5.93 | 5.98 | 6.03 | 6.08 | Rezultat | Uwagi          |
| ---- | ---------------------- | ----------------- | ---- | ---- | ---- | ---- | ---- | ---- | ---- | ---- | -------- | -------------- |
| 1    | Thiago Braz            | Brazylia          | -    | o    | xo   | o    | xo   | -    | xo   |      | 6.03     | OR             |
| 2    | Renaud Lavillenie      | Francja           | -    | -    | o    | o    | o    | o    | xx-  | x    | 5.98     |                |
| 3    | Sam Kendricks          | Stany Zjednoczone | o    | xo   | x-   | o    | xxx  |      |      |      | 5.85     |                |
| 4    | Piotr Lisek            | Polska            | o    | o    | o    | x-   | xx   |      |      |      | 5.75     |                |
| 4    | Jan Kudlička           | Czechy            | o    | o    | o    | x-   | xx   |      |      |      | 5.75     |                |
| 6    | Xue Changrui           | Chiny             | xxo  | xxo  | xx-  | x    |      |      |      |      | 5.65     |                |
| 7    | Michal Balner          | Czechy            | o    | xxx  |      |      |      |      |      |      | 5.50     |                |
| 7    | Konstandinos Filipidis | Grecja            | o    | xxx  |      |      |      |      |      |      | 5.50     |                |
| 7    | Daichi Sawano          | Japonia           | o    | xxx  |      |      |      |      |      |      | 5.50     |                |
| 10   | Shawnacy Barber        | Kanada            | xo   | xxx  |      |      |      |      |      |      | 5.50     |                |
| 11   | Germán Chiaraviglio    | Argentyna         | xxo  | xxx  |      |      |      |      |      |      | 5.50     |                |
| —    | Pauls Pujats           | Łotwa             | xxx  |      |      |      |      |      |      |      | —        | Bez zaliczenia |